# Physalaemus albonotatus
Physalaemus albonotatus és una espècie de granota que viu a l'Argentina, Bolívia, el Brasil, el Paraguai i, possiblement també, Uruguai.